# Skuggfaxe
Skuggfaxe (eng. Shadowfax) är en häst från Rohan i J.R.R. Tolkiens verk Ringarnas herre.
Skuggfaxe tillhörde en ras av hästar som kallades för Mearas vilka var starkare än andra hästar. De var också mycket intelligenta. Felaróf, som reds av Eorl, kunde förstå människors språk. Enligt legenden så fördes Mearas föregångare till Midgård av Béma (Oromë). Enligt traditionen så lät Mearas endast kungen av Rohan rida dem. Denna bröts när Gandalf lyckades tämja Skuggfaxe, som han senare fick som gåva av kung Théoden.